# پشته کلاه
پُشتِکلاء، روستایی از توابع بخش خورگام شهرستان رودبار در استان گیلان ایران است و مردم این روستا به زبان  کُردی شَکاک سخن می گویند.
پشتکلا روستایی زیبا که دارای منابع آب و هوایی غنی می‌باشد از زیبا ترین روستا های عمارلو آن را میتوان نام برد.
از روستا های همسایه این روستا عبارت آمد از:
روستاهای نوده و گفل در شمال روستا 
بره سر در جنوب روستا 
دوسالده و داماش در شمال شرقی روستا قرار دارند.
از دیدنی های روستا میتوان به :
«امام زاده اسماعیل در قسمت شرقی»
«چشمه های به نام محلی «سه کانی»و«ماما سی سی»
«کوه و تپه درویش لنگه »«و قسمت های جنوبی لیلا کوه اشاره کرد».
از امکانات های روستایی این روستای زیبا میتوان به :
۵+دکان و مغازه 
۱ مدرسه و مرکز آموزشی 
۱ مراکز بهداشتی درمانی
۸+ خواربار فروشی
۱ حوزه های بسیج جمهوری اسلامی 
و... اشاره کرد.
این روستا با مردمان مهمان نواز و دوست داشتنی جلوه ای زیبا در این کره ی خاکی نمایان می‌کند.
مردم در این روستا به کشاورزی و دامداری مشغول هستند.
این منطقه تابستان های گرم و زمستان و پاییز و بهار مرطوبی دارد.
این روستا از لحاظ امکانات آموزش دارای یک مدرسه به نام«مدرسه شهید سلیمی پشتکلا»دارد که از سال اول تا نهم را در بر میگیرد»

## جمعیت
این روستا در دهستان خورگام قرار دارد و براساس سرشماری مرکز آمار ایران در سال ۱۳۸۵، جمعیت آن ۵۳۲ نفر (۱۴۱خانوار) بوده‌است.